# 大千瀬川
大千瀬川（おおちせがわ）は、愛知県北設楽郡東栄町と静岡県浜松市天竜区を流れる河川。流路延長は20.7キロメートル。流域面積は272キロ平方メートル。天竜川の支流である。上流部は振草川（ふりくさがわ）とも呼ばれる。大千瀬川の支流には大入川などがある。

## 地理

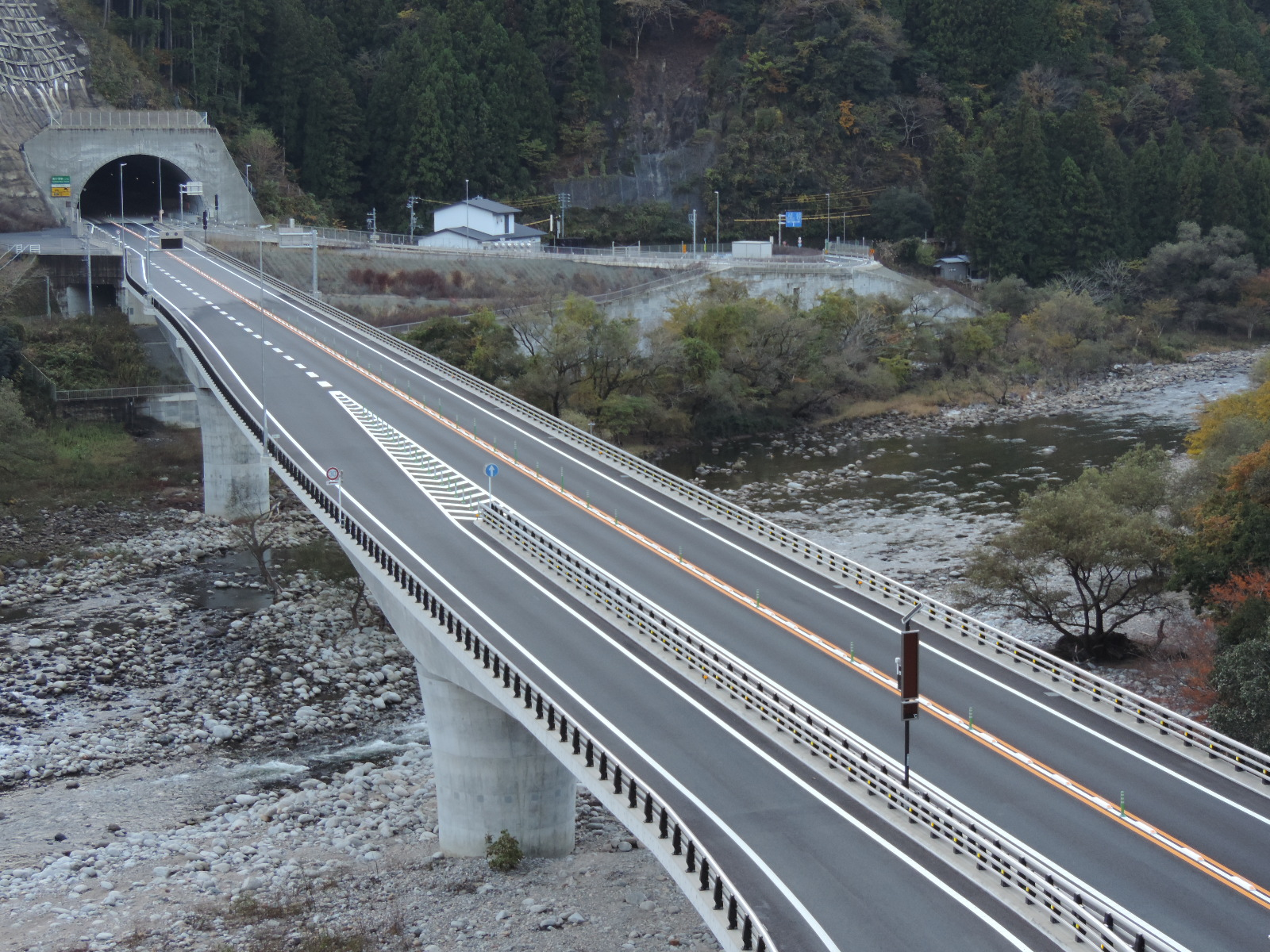
大千瀬川と三遠南信自動車道

愛知県北設楽郡東栄町大字振草に端を発し、東栄町と設楽町の境界である大鈴山の東麓を東に向かって流れる。字下粟代では下粟代川を、字桜平では鴨山川を集める。国道151号に沿って流れ、国道151号と国道473号が合流する地点付近で御殿川を集める。東栄町の中心集落である本郷市街地を横断し、本郷市街地の東端には落差約10mの蔦の渕がある。その後は国道473号に沿って振草渓谷と呼ばれる区間に入り、愛知県指定天然記念物の煮え渕ポットホールや預り渕ポットホールなどの甌穴群がある。
愛知県と静岡県の県境付近で最大支流の大入川を集め、すぐ近くでは豊川用水の導水路が上を通過する。三遠南信自動車道やJR飯田線をくぐり、佐久間町浦川市街地付近で相川を集める。南東から北東に90度向きを変え、諏訪湖から南下している中央構造線の上を流れる。佐久間町中部（なかべ）で天竜川に合流する。静岡県内の流路延長は5.8キロメートルである。

### 流域変更
大千瀬川は天竜川水系の河川であるが、上流部は豊川用水事業によって豊川水系に流域変更されている。

## 地形
1969年（昭和44年）には2170ヘクタールの地域が振草渓谷県立自然公園に指定された。振草渓谷の川床は領家変成帯の花崗岩であり、煮え渕ポットホールや預り渕ポットホールなどの甌穴（ポットホール）がある。1988年（昭和63年）には煮え渕ポットホールと預り渕ポットホールが愛知県指定天然記念物に指定された。
本郷市街地の東側には「奥三河のナイアガラ」とも呼ばれる蔦の渕（蔦の淵）がある。滝頭は硬い安山岩、滝壺は軟らかい泥岩からなり、差別侵食が生じて滝となった。2003年（平成15年）にはとうえい温泉花まつりの湯と蔦の渕をつなぐ遊歩道や、蔦の渕を眺めることができる展望台が完成した。

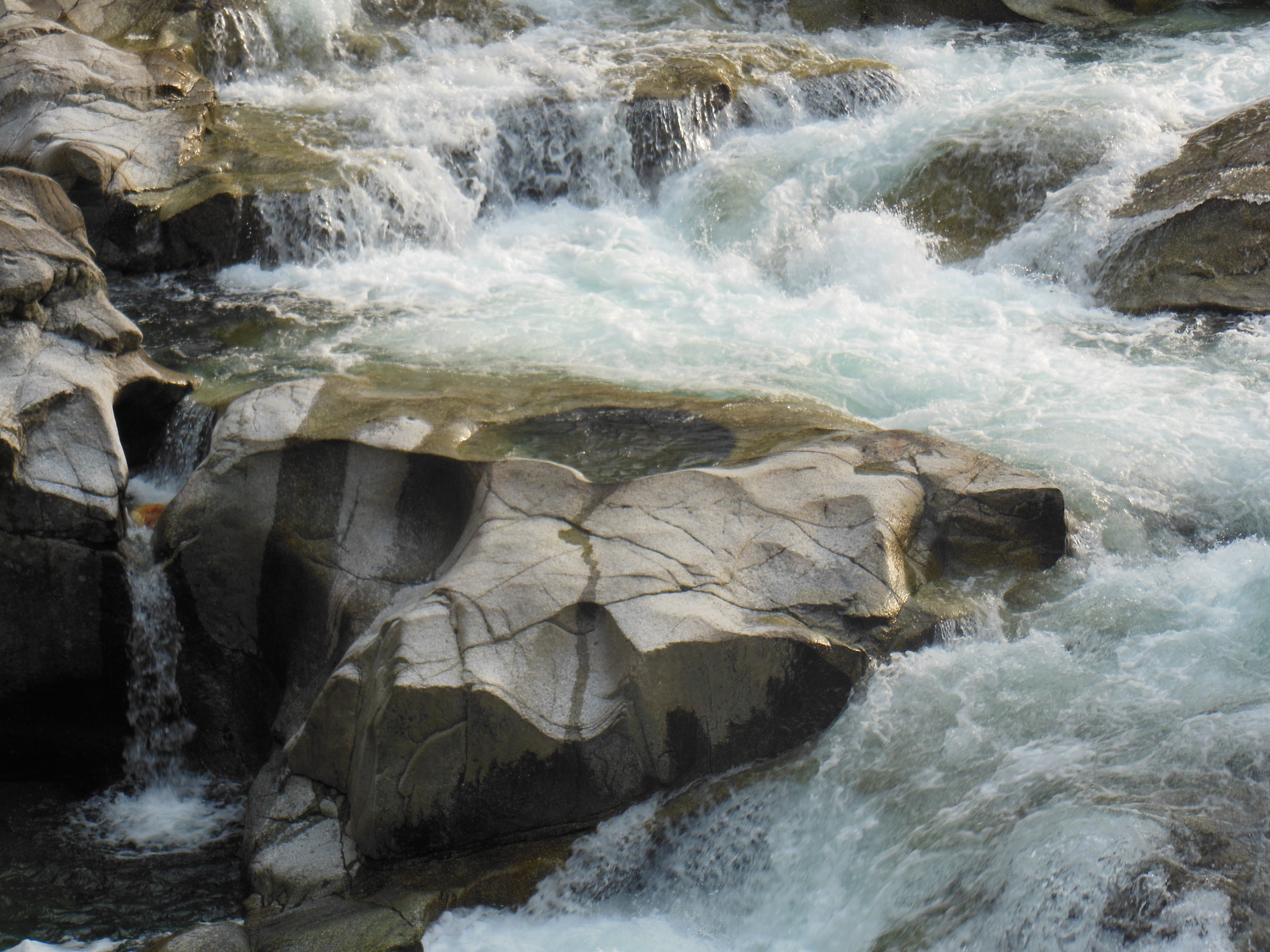
煮え渕ポットホール
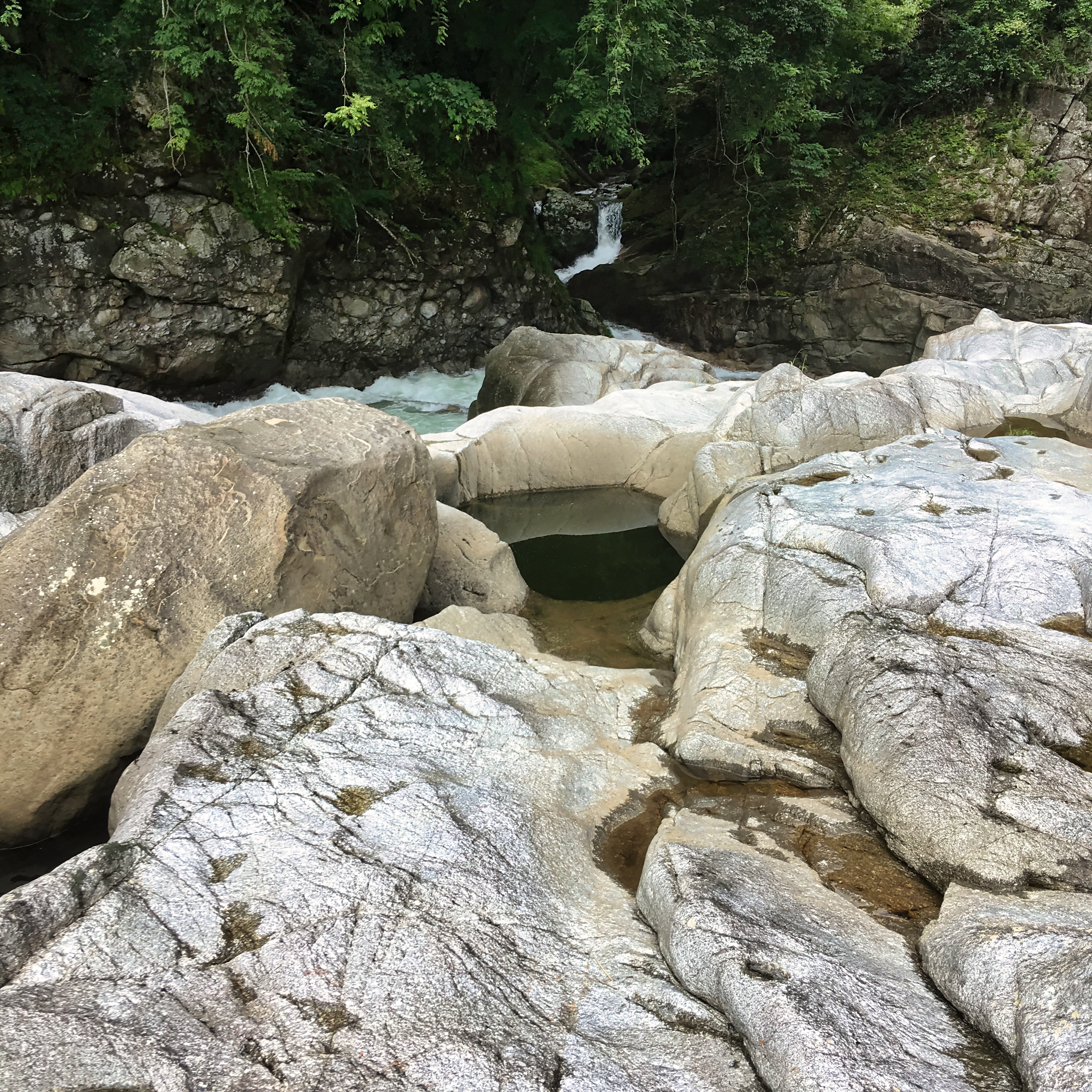
預り渕ポットホール
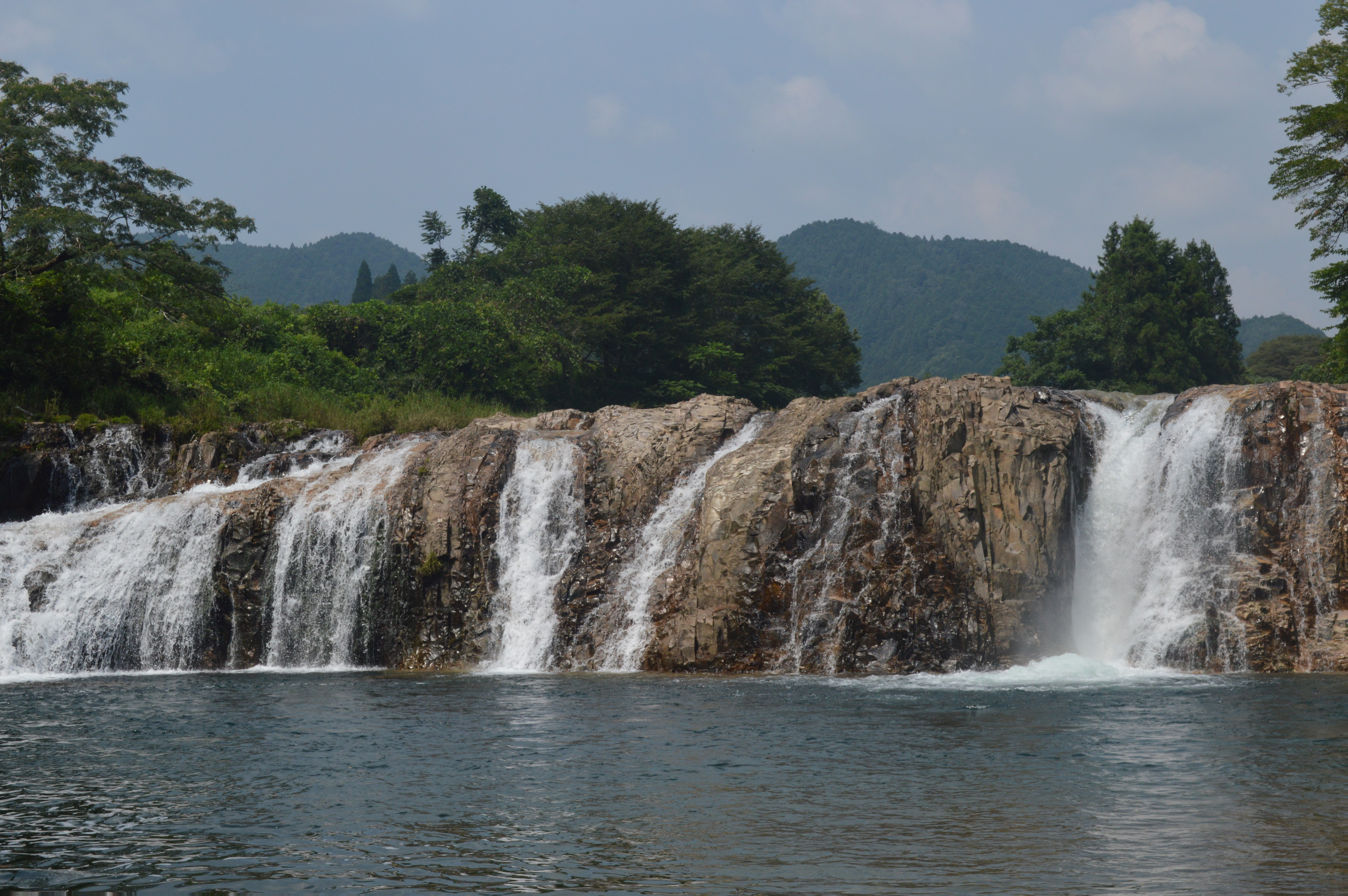
蔦の渕

## アユ釣り

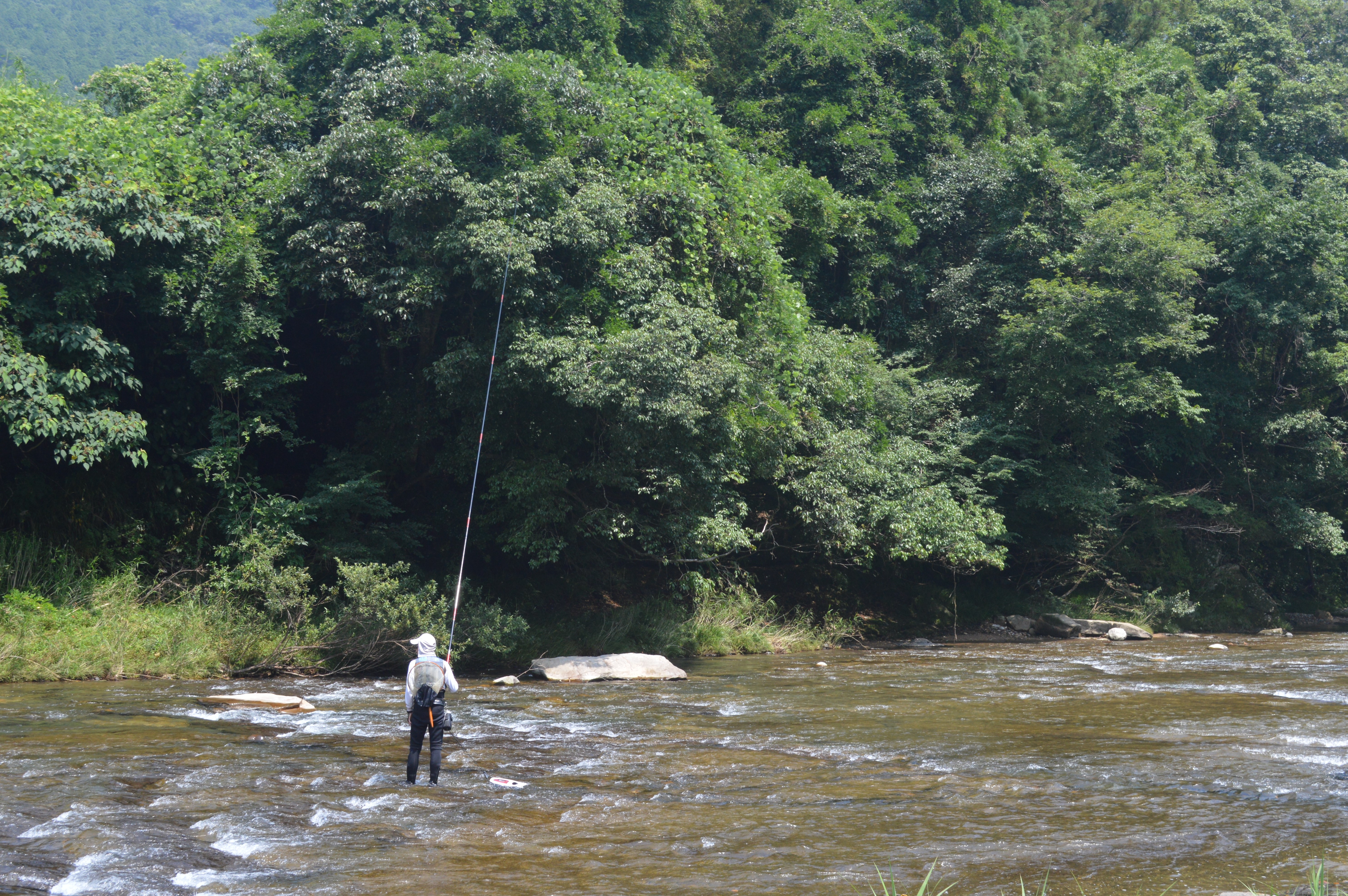
アユ釣り

振草川（大千瀬川）ではアユ釣りが盛んであり、解禁日は愛知県でもトップクラスの早さである。2019年（令和元年）は5月18日が解禁日であり、東三河地方では最も早かった。振草川（大千瀬川）の川底は岩盤質であり、良質な藻が育つことからアユの味が良いとされる。
2017年（平成29年）9月15日に高知市で開催された第20回清流めぐり利き鮎会では、振草川（大千瀬川）のアユがグランプリを獲得した。2011年（平成23年）と2013年（平成25年）の清流めぐり利き鮎会では準グランプリに選ばれている。